# 田中智樹
田中 智樹（たなか ともき、1972年8月28日 - ）は、日本の実業家。ブンセン株式会社代表取締役社長。

## 来歴
兵庫県揖保郡新宮町(現・たつの市新宮町)に生まれる。兵庫県立龍野高等学校から大阪経済大学経営学部に進学し、1995年（平成7年）3月に卒業後、1998年（平成10年）3月イトーヨーカ堂に入社した。
2001年（平成13年）同社退職後､2002年（平成14年）9月にブンセンに入社した。この間、2003年4月大阪大学大学院経済学研究科入学、2005年（平成17年）3月修士(経営学)を取得した。
2006年（平成18年)10月にブンセン理事およびブンセンキッチン株式会社社長に就任し、ブンゼン取締役（2009年（平成21年）8月）を経て、2012年（平成24年）8月から取締役副社長となる。